# セルヒオ・ゴンタン
ケコ（Keko）ことセルヒオ・ゴンタン・ガジャルド（Sergio Gontan Gallardo, 1991年12月27日 - ）はスペイン・マドリード出身のサッカー選手。デポルティーボ・ラ・コルーニャ所属。ポジションはMFもしくはFW（右ウイング）。

## 経歴
アトレティコ・マドリードのカンテラであるアトレティコ・マドリードBに所属していた。
2008-09シーズン、2008年10月29日、コパ・デル・レイのオリウエラCF戦でディエゴ・フォルランに代わってわずかな時間だけ出場し、アトレティコのトップチームにデビューした。2010年1月、レアル・バリャドリードにレンタル移籍し、2009-10シーズン終了と共に一度アトレティコに復帰したが、夏の移籍市場が閉まる直前にFCカルタヘナへのレンタル移籍が発表され、2010-11シーズンはカルタヘナでプレーすることが決まった。その後ジローナFCにレンタル移籍した。
2011年7月19日、イタリアのカルチョ・カターニアに移籍した。

## 代表歴
2008年にトルコで開催されたUEFA U-17欧州選手権で優勝した。グループリーグのアイルランド戦で得点したほか、決勝のフランス戦で31分に先制点を決め、その後2アシストをする活躍をし、4-0での快勝に貢献した。2009年はU-18スペイン代表に招集されている。

## 所属クラブ
- アトレティコ・マドリードB 2008-2010
- アトレティコ・マドリード 2009-2011

→ レアル・バリャドリード 2010 (loan)
→ FCカルタヘナ 2010-2011 (loan)
→ ジローナFC 2011 (loan)
- カルチョ・カターニア 2011-2014

→ USグロッセト 2012 (loan)
- アルバセテ・バロンピエ 2014-2015
- SDエイバル 2015-2016
- マラガCF 2016-2020

→ レアル・バリャドリード 2018-2019 (loan)
- デポルティーボ・ラ・コルーニャ 2020-